# Nomes lorianus
Nomes lorianus är en insektsart som beskrevs av Navás 1914. Nomes lorianus ingår i släktet Nomes och familjen myrlejonsländor. Inga underarter finns listade i Catalogue of Life.